# Draai (Suriname)
Draai, ook wel Draij, is een plaats in het district Sipaliwini in Suriname.
Het ligt op een eiland in de Tapanahonyrivier. Aan de rechteroever ligt het dorp Monpoesoe. Op een ander eiland ernaast liggen de dorpen Clementi en Sajé. Stroomopwaarts op het eiland ernaast liggen de dorpen Agaigoni, met een landingsbaan en een polikliniek van de Medische Zending en Tjon Tjon. De dorpen liggen op 20 kilometer afstand van de grens met Frans-Guyana en op 190 kilometer van Paramaribo.
Affivisiti · Agaigoni · Ajokojokondre · Akani Pata · Aloepi 1 & 2 · Alopi · Antino · Antonio do Brinco · Apetina · Benanoe · Benzdorp · Clementi · Cottica · Draai · Drietabbetje · Gakaba · Godo-olo · Godoro · Granbori · Herminadorp · Intelewa · Kampoe · Kawemhakan · Koemakapan · Kontina · Lensidede · Maboga · Maisa Kampu · Manlobi · Moitaki · Monpoesoe · Nikie · Paloemeu · Peleloe Tepoe · Peruano · Poeketi · Poeloegoedoe · Ronaldo · Sajé · Tjon Tjon · Tutu Kampu · Wanfinga · Wehejok